# Alianza por Brasil
La Alianza por Brasil (portugués: Aliança pelo Brasil, APB) fue una organización política brasileña de extrema derecha que aspiraba a convertirse en partido político, sin éxito. Con raíces conservadoras, el grupo fue anunciado por el presidente de Brasil, Jair Bolsonaro, el 12 de noviembre de 2019, luego de anunciar su retiro del Partido Social Liberal (PSL). Tiempo después del lanzamiento del proyecto, Bolsonaro admitió que el grupo no reunía los requerimientos legales para convertirse en partido político, por lo que él y muchos de sus adherentes finalmente se afiliaron al Partido Liberal para competir en las elecciones generales de Brasil de 2022.

## Historia
Después de una reunión en Palacio de Planalto con los legisladores del PSL, Bolsonaro oficializó su renuncia al partido y discutió formas de crear una nueva organización, pero el presidente aún no formalizó su destitución del PSL. Después de la reunión, Bolsonaro publicó un mensaje en sus redes sociales, declarando que "hoy 12 de noviembre anuncié mi renuncia al PSL y el comienzo de la creación de un nuevo partido: "Alianza por Brasil", agradeciendo a "todos que colaboraron conmigo en el PSL y que fueron socios en las elecciones de 2018".
En las semanas previas al anuncio de la creación del partido, Bolsonaro tuvo muchos malentendidos con el presidente de PSL, Luciano Bivar, lo que desencadenó una crisis interna. En octubre de 2019, Bolsonaro le dijo a un partidario que "olvidara" el partido, diciendo que Bivar estaba "condenado" Según Bolsonaro, la Alianza por Brasil es un "partido conservador, que respeta todas las religiones, respalda los valores familiares, apoya el derecho a la legítima defensa, el derecho a poseer un arma de fuego, el libre comercio con todo el mundo, sin ninguna agenda ideológica".
Un año después del lanzamiento del proyecto, el propio Jair Bolsonaro admitió varias veces a fines de 2020 y principios de 2021 la falta de recolección de las firmas necesarias para la creación de "Aliança Pelo Brasil" (solo logró el 13% de las firmas necesarias) y buscó unirse a otro partido existente. En noviembre de 2021, Bolsonaro finalmente se afilió al Partido Liberal.